# 1684
Cette page concerne l'année 1684  du calendrier grégorien. Pour l'année 1684 av. J.-C., voir 1684 av. J.-C.
L'année 1684 est une année bissextile qui commence un samedi.

## Événements
- 21 janvier : interdiction par la France de créer des raffineries de sucre aux Antilles[2].

- 15 février : l'Angleterre abandonne Tanger aux Marocains[3].
- 24 février : début de la révolte de Beckman au Brésil[4].

- 25 avril : le chevalier de Tourville signe un traité de paix pour cent ans avec la régence d'Alger[5].

- 10 mai : Pierre-Esprit Radisson, un coureur des bois du Québec, se rend à Londres et entre au service des Anglais de la Compagnie de la Baie d'Hudson ; il les aide à s'emparer du Port Nelson et vide les entrepôts de fourrure avant de retourner en Angleterre en octobre[6].

- 4 juillet : ambassade d’Alger auprès de Louis XIV[7].
- 24 juillet : départ de La Rochelle d'une expédition de Cavelier de La Salle vers l'embouchure du Mississippi, qu'elle dépasse sans la voir le 10 janvier 1685[8].
- 30 juillet : départ de Montréal d'une expédition contre les Iroquois conduite par le gouverneur La Barre ; elle arrive le 29 août à l'« Anse à la famine » sur le lac Ontario. Les troupes sont victimes de la dysenterie et du manque de vivre et La Barre signe le 5 septembre avec les ambassadeurs iroquois une « paix honteuse »[9].
- 18 septembre : ambassade siamoise à Versailles[10]. Narai, roi du Siam et son conseiller le Grec Constantin Phaulkon sollicitent l’aide française pour résister aux tentatives des Hollandais pour monopoliser le commerce extérieur du pays[11].

- 7 octobre, Japon : Masatoshi Hotta, le principal conseiller du shogun, est assassiné de la main d’un de ses cousins dans la salle du Conseil, sans que l’on comprenne les raisons de son acte[12]. Affecté, Tokugawa Tsunayoshi refuse désormais de se rendre aux assemblées du Conseil en personne. Il se désintéresse progressivement des affaires, s’appuyant sur son nouveau conseiller d’origine modeste Yanagisawa Yoshiyasu (1658-1714). Sous son gouvernement, le shogounat connaît des difficultés financières.

- Le traité de Tingmosgang met fin à la guerre entre le Tibet et le Ladakh et fixe la frontière entre les deux États au Lha-ri Tso[13]

- Tremblement de terre en Haïti qui endommage fortement les villes de Santo Domingo et d'Azua[14].

### Europe
- 11 - 17 janvier : froid très vif à Paris. Hiver particulièrement rigoureux dans toute l'Europe[1].

- 5 mars, Linz : la Sainte-Ligue composée du Saint-Empire, de la Pologne de Venise et de Malte est formée par le pape Innocent XI pour combattre les Ottomans[15]. La guerre coûte une douzaine de millions de florins par an.
- 28 avril : début du siège de Luxembourg[16].

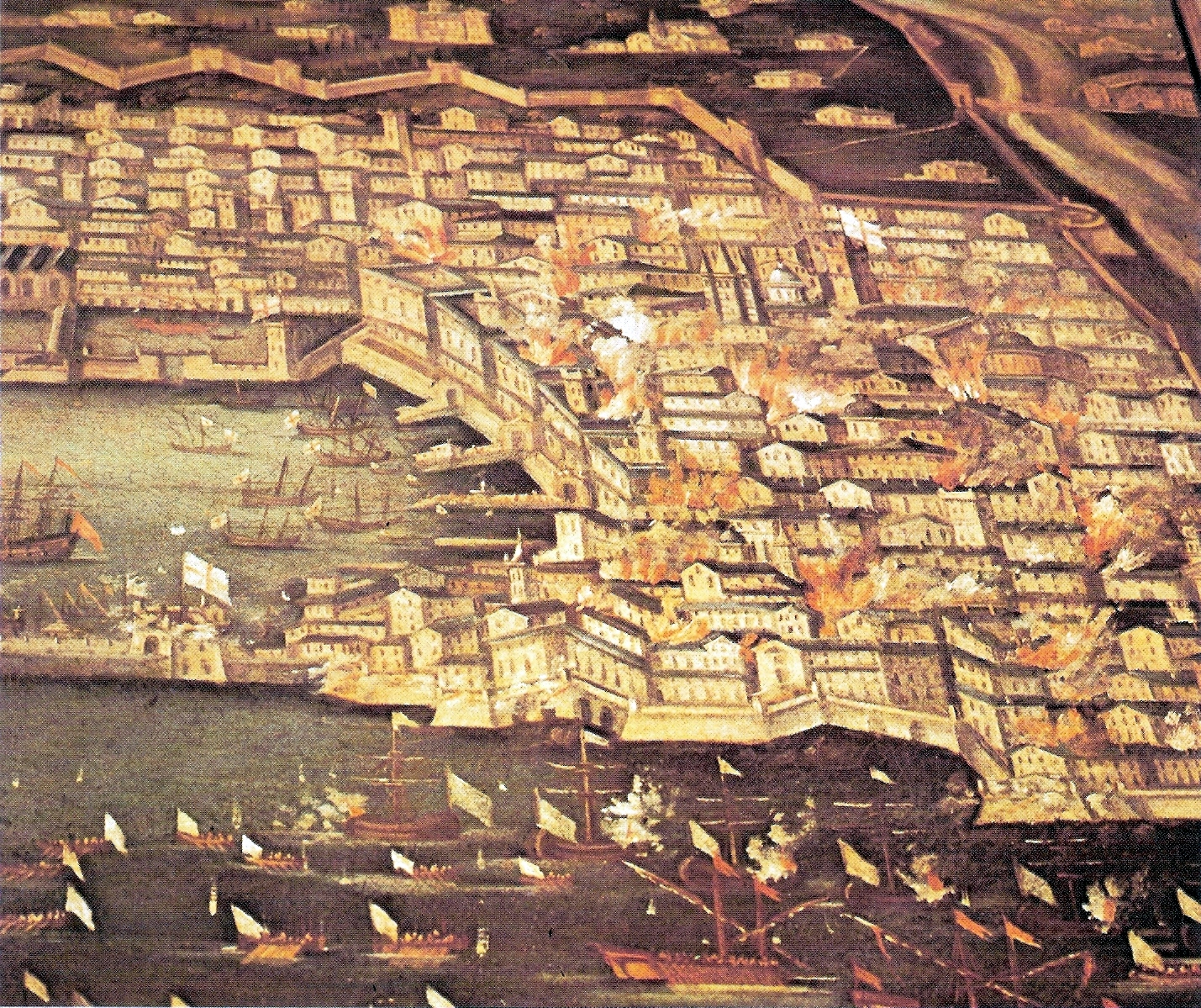
17-23 mai : bombardement de Gênes

- 17-23 mai : bombardement de Gênes par Abraham Duquesne sur ordre de Louis XIV qui désire la détacher de l’alliance espagnole[17].

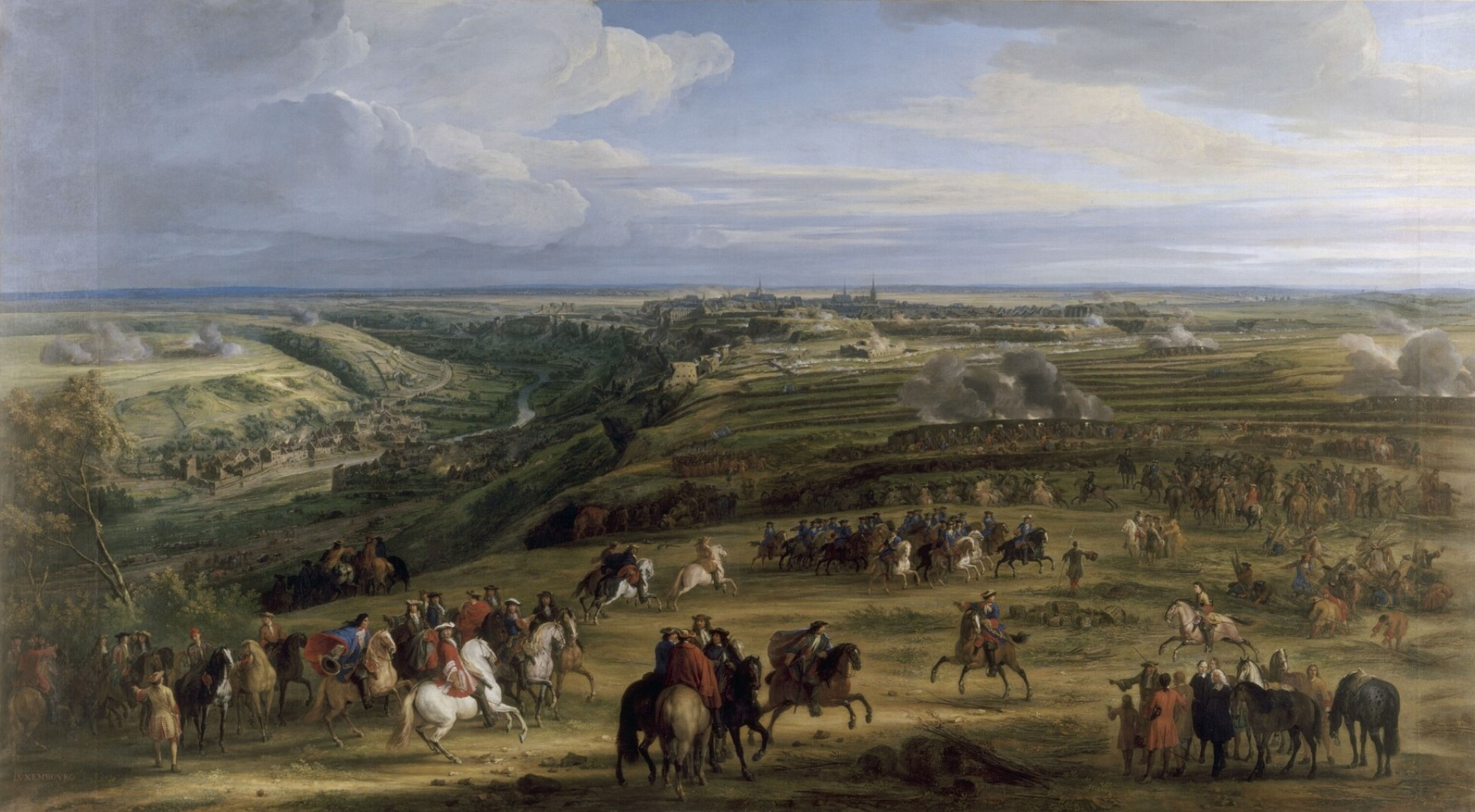
4 juin : prise de Luxembourg

- 4 juin : le maréchal de Créquy prend Luxembourg défendue par le prince de Chimay[16].
- 16 juin, deuxième guerre austro-turque : les Impériaux reprennent Visegrád en Hongrie[18]. Début de la reconquête de la Hongrie et de la Slavonie par les Autrichiens (1684-1698).
- 28 juin : victoire du duc de Lorraine à Vác sur les Ottomans[18]. Les impériaux reprennent Vác et Pest et mettent le siège devant Buda.

- 29 juin : convention de La Haye entre la France et les Provinces-Unies. L’Espagne accepte une trêve de vingt ans[19].

- 6 août, guerre de Morée : Venise prend Leucade aux Ottomans[18].
- 15 août : trêve de Ratisbonne entre la France et l’empereur Léopold Ier[19]. Fin de la guerre des Réunions : les réunions effectuées par la France depuis 1680 sont acceptées pour vingt ans, mais ne peuvent se poursuivre.
- 1er novembre : le duc de Lorraine doit lever le siège de Buda, l'armée impériale étant ravagée par la dysenterie[20].

## Naissances en 1684
- 11 janvier : Jean-Baptiste van Loo, peintre français († 19 décembre 1745).
- 31 janvier : Louis Caravaque portraitiste français († 15 juin 1754).

- 19 mars : Jean Astruc, médecin et exégète  français († 5 mai 1766).

- 25 avril : Marco Benefial, peintre néoclassique italien († 1764).

- 22 juin : Francesco Manfredini, violoniste et compositeur italien († 6 octobre 1762).

- 25 juillet : Jacques-François Delyen, peintre belge († 3 mars 1761).

- 3 septembre : Giovanni Angelo Borroni, peintre baroque italien († 1772).

- 10 octobre : Antoine Watteau, peintre français († 18 juillet 1721).

- 22 décembre : Johann Jacob Dillenius ou Dillen, botaniste anglais d'origine allemande († 13 avril 1747).

- Date précise inconnue :
  - François d'Agincourt, musicien français († 30 avril 1758).
  - Abraham van der Eyk, peintre néerlandais  († 1724).
  - Odoardo Vicinelli, peintre italien de la période du rococo de l'école florentine († 1755).

## Décès en 1684
- 4 janvier : Isaac Lemaistre de Sacy, théologien et humaniste français (° 29 mars 1613).
- 15 janvier : Caspar Netscher, peintre néerlandais (° 1639).
- 23 janvier : Jan Wijnants, peintre hollandais (° 1632).
- 3 avril : Marc Restout, peintre français (° 14 février 1616).
- 6 avril : Domenico Maria Canuti, peintre baroque italien de l'école bolonaise (° 5 avril 1625).
- 22 avril : Adriaen Banckert, amiral néerlandais (° vers 1615).
- 6 mai : Heiman Dullaert, peintre, poète et musicien néerlandais (° 6 février 1636).
- 8 mai : Henry Du Mont, musicien français (° 1610).
- 12 mai : Edme Mariotte, physicien et religieux français (° vers 1620).
- 21 juillet : Gilles Lacarry, jésuite, enseignant, historien et érudit français (° 1605).
- 22 juillet : Josefa de Óbidos, peintre portugais (° 20 février 1630).
- 1er octobre : Pierre Corneille, dramaturge français (° 6 juin 1606).
- 24 octobre : Gérard van Bathem, peintre paysagiste hollandais (° 1636).
- 29 novembre : Jean-Bernard Chalette, peintre français (° 6 mai 1631).
- 22 décembre : Françoise de Rabutin-Chantal, comtesse de Toulongeon, française (° 1599).
- 29 décembre : Antoine Gombaud, chevalier de Méré (° 1607).
- Date précise inconnue :
  - Flaminio Allegrini, peintre baroque italien (° 1624).
  - Pietro Paolo Baldini, peintre baroque italien (° vers 1614).
  - Giovanni Battista Carlone, peintre baroque italien de l'école génoise (° 16 février 1603).
  - Michael Mohun, comédien anglais (° vers 1620).
  - Johann Heinrich Schönfeld, peintre du Saint-Empire romain germanique (° 23 mars 1609).